# Valles Marineris
Valles Marineris (en català «Valls del Mariner») és el nom d'un gegantí sistema de congostos (valles) que travessa l'equador de Mart just a l'est de la regió de Tharsis. El seu nom és un homenatge a la sonda de la NASA Mariner 9, que va descobrir aquest important tret de la superfície marciana en el seu vol orbital de 1972. Les seves dimensions són de 4.500 km de longitud, 200 km d'amplària i 11 km de profunditat màxima, arribant a cobrir un quart de la circumferència equatorial del planeta. És, en comparança, deu vegades més llarg, set vegades més ample i set vegades més profund que el Gran Canyó del riu Colorado a Arizona i és el conjunt de congostos més gran que es coneix al sistema solar.
El sistema de congostos de Valles Marineris comença a l'oest a la regió denominada Noctis Labyrinthus, donant pas cap a l'est a les zones anomenades Tithonium Chasma, Ius Chasma, Melas Chasma, Candor Chasma, Ophir Chasma, Coprates Chasma, Ganges Chasma i Eos Chasma, per finalitzar en un canal de desguàs, excavat en un terreny caòtic, que desemboca a les planures de l'hemisferi nord. Molts especialistes opinen que Valles Marineris és una gegantina «esquerda» tectònica de la superfície marciana, formada durant el procés de refredament del planeta i afectada per l'elevació de l'escorça que va suposar el sorgiment dels altiplans de Tharsis a l'oest, i ampliada pels processos d'erosió. No obstant això, prop de les vores orientals del congost s'aprecien diversos canals que van poder haver estat originats per cursos d'aigua o diòxid de carboni líquid.

## Origen
Des del seu descobriment s'han assenyalat diverses causes per a l'origen del Valles Marineris. L'origen del sistema de congostos s'ha intentat explicar a partir de l'acció erosiva de l'aigua líquida o de l'activitat termocàrstica, que consisteix en la fusió del permagel que pugui existir sota el sòl marcià, igual que succeeix en les regions de clima glacial de la Terra. A Mart l'activitat termocàrstica seria un fenomen més probable que l'erosió per part de cursos d'aigua, la presència actual de la qual en el planeta es veu impedida tant per la baixa pressió atmosfèrica existent (tan sols un 0,05% de la terrestre) com pel baix interval de temperatures regnants a la superfície (entre -36 i -125 °C), situat per sota del punt triple de l'aigua. Una altra hipòtesi presentada per McCauley el 1972 suggeria que el congost es va formar per la retirada del magma existent sota la superfície. La hipòtesi de Tanaka i Golombek, del 1989, apuntava com a causa principal una possible fractura per tensions en l'escorça planetària.
Actualment la teoria més acceptada és la que suposa que Valles Marineris és en realitat una falla tectònica, similar a la de la Vall del Rift a Àfrica, posteriorment engrandida per l'erosió i els col·lapses successius dels murs de falla. Una font d'aquesta erosió, proposada per Nick Hoffman, podria ser la descompressió de l'important aqüífer de diòxid de carboni de Noctis Labyrinthus. Quan el diòxid de carboni es descomprimeix passa de sòlid a fluid/gas i pot viatjar a gran velocitat a través de la prima atmosfera de Mart. Aquesta explicació, a més, permet connectar la formació del Valles Marineris amb la del gran bombament dels altiplans de Tharsis.